# 16552 Sawamura
16552 Sawamura (1991 SB) là một tiểu hành tinh vành đai chính được phát hiện ngày 16 tháng 9 năm 1991 bởi K. Endate và K. Watanabe ở Kitami.